# Pomezeu
Pomezeu é uma comuna romena localizada no distrito de Bihor, na região histórica da Crișana (parte da Transilvânia). A comuna possui uma área de 55.1 km² e sua população é de 2922 pessoas.